# Ramon VII de Tolosa
Ramon VII de Tolosa o de Sant Geli, dit el Jove (juliol de 1197, Bellcaire - 27 de setembre de 1249, Millau) va ser comte de Tolosa, duc de Narbona i marquès de Provença.
Segons la genealogia tradicional dels comtes de Tolosa, establerta en la Historia General del Llenguadoc, és Ramon VII, tanmateix estudis crítics moderns han pogut establir que dos comtes anomenats Ramon n'havien estat omesos. Així, doncs, aquest comte hauria de ser Ramon IX.

## Biografia
Ramon VII era el fill de Ramon VI de Tolosa i de Joana d'Anglaterra, el 1211 es va casar amb Sança d'Aragó (1186-1242), filla d'Alfons el Cast i de Sança de Castella. En segones núpcies es va casar amb Margarita de Lusinhan, dita de la Marca (1228-1288), tot i que l'església va declarar aquest matrimoni com a nul un temps després.
De la seva unió amb Sança d'Aragó en va néixer l'únic hereu del comtat de Tolosa, Joana de Tolosa i Aragó.

### Ramon VII i el Comtat de Tolosa

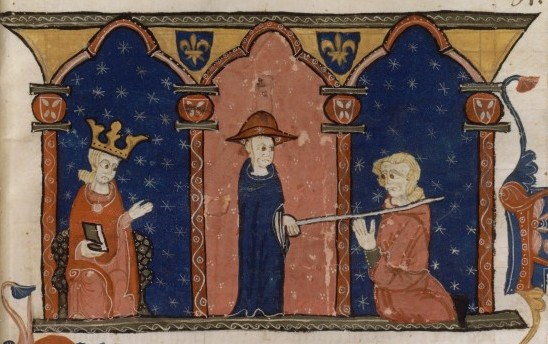
Representació del jurament de Ramon VII al Rei de França Lluís IX

Ocupades les seves terres durant la Croada albigesa, el maig de 1216 desembarcà a Marsella i posà setge davant Bellcaire que prengué el 24 d'agost. Tot seguit començà la reconquesta dels seus territoris contra Simó de Montfort i després el seu fill Amalric de Montfort.
A la fi de 1217, després de guanyar la batalla de Salvetat amb un exèrcit català i occità format al comtat de Pallars, on Roger de Comenge era el comte consort de Guillemina I de Pallars Sobirà, Tolosa va obrir-li les portes el 13 de setembre, i els croats ràpidament la posaren en setge i la van recuperar després de vuit mesos, el juny de 1218, i durant el qual va morir el mateix Montfort. Tolosa va retornar al domini de Ramon VI. Durant aquell temps, però, el nou papa de Roma Honori III havia convençut els francesos del nord d'implicar-se més en la croada i Felip II de França va manar al seu fill Lluís de fer una incursió a Marmanda, que estava assetjant Amaurí IV de Montfort, i posar setge a la ciutat de Tolosa el 1219, però Lluís acabà retornant a casa seva.
La situació es va estabilitzar fins al punt que el 1223 tolosans i croats van signar una treva, i l'any següent tots els barons tradicionals del Llenguadoc governaven com abans.
Va succeir com a Comte de Tolosa al seu pare el 1222. El 1225, fou excomunicat arran del concili de Bourges i es començà una croada contra ell. Un cop vençut es resignà a signar el tractat de París el 1229, pel qual cedia l'antic vescomtat de Trencavell al rei de França, Lluís IX, i permetia que la seva única filla i hereva, Joana, es casés amb Alfons de Poitiers, germà del sobirà francès. A la seva mort, Alfons, el seu gendre esdevingué comte de Tolosa i quan aquest es va morir el comtat va ser annexat per la Corona de França.